# Польська Млода Екстракляса з футболу
Польська Млода Екстракляса з футболу (пол. Młoda Ekstraklasa w piłce nożnej) — футбольна ліга в Польщі, змагання у якій проводяться паралельно з найвищою Екстраклясою молодіжними складами (до 21 року) клубів Екстракляси. Млода Екстракляса була заснована 15 лютого 2007 року. Реорганізована 2013 року.

## Резюме
Переможець ліги отримує титул чемпіона Молодої Екстракляси. У змаганнях ліги коловою системою беруть участь молодіжні склади 16 команд Екстракляси. Сезон триває з середини липня до початку травня наступного року з зимовою перервою з початку грудня до початку березня. Матчі відбуваються день після матчу основних складів, але на полі гостей. Наприкінці сезону команди, основні склади яких посіли два останні місця, переходять класом нижче до першої ліги і відповідно дві найкращі команди першої ліги здобувають путівки до Молодої Екстракляси. Понизується у класі також команда, основний склад якої програв у перехідних іграх. 
Млода Екстракляса знаходиться під управлінням Екстракляси СА.

## Переможці і призери
| Сезон     | Переможець         | 2-ге місце         | 3-тє місце           |
| --------- | ------------------ | ------------------ | -------------------- |
|           |                    |                    |                      |
| 2007/08   | «Вісла» (Краків)   | «Корона» (Кельці)  | «Краковія» (Краків)  |
| 2008/09   | «Рух» (Хожув)      | «Вісла» (Краків)   | «Полонія» (Варшава)  |
| 2009/10   | «Заглембє» (Любін) | «Легія» (Варшава)  | «Лех» (Познань)      |
| 2010/2011 | «Заглембє» (Любін) | «Легія» (Варшава)  | «Рух» (Хожув)        |
| 2011/12   | «Легія» (Варшава)  | «Заглембє» (Любін) | «Шльонськ» (Вроцлав) |

Примітки:
1. У сезоні 2007/08 через відмову «Відзева» (Лодзь) брало участь 15 команд.

## Статистика за історію

### Найуспішніші клуби
За всю історію проведення Чемпіонату Польщі призерами ставали 9 клубів. Лідером класифікації є «Заглембє» (Любін).
| №. | Клуб                 | Місця на подіум | Місця на подіум | Місця на подіум | Переможні сезони |
| №. | Клуб                 | Чемпіон         | 2-е місце       | 3-є місце       | Переможні сезони |
| -- | -------------------- | --------------- | --------------- | --------------- | ---------------- |
| 1. | «Заглембє» (Любін)   | 2               | 1               |                 | 2010, 2011       |
| 2. | «Легія» (Варшава)    | 1               | 2               |                 | 2012             |
| 3. | «Вісла» (Краків)     | 1               | 1               |                 | 2008             |
| 4. | «Рух» (Хожув)        | 1               |                 | 1               | 2009             |
| 5. | «Корона» (Кельце)    |                 | 1               |                 |                  |
| 6. | «Краковія» (Краків)  |                 |                 | 1               |                  |
| 6. | «Полонія» (Варшава)  |                 |                 | 1               |                  |
| 6. | «Шльонськ» (Вроцлав) |                 |                 | 1               |                  |
| 6. | «Лех» (Познань)      |                 |                 | 1               |                  |